# 米沢市立東部小学校
米沢市立東部小学校（よねざわしりつとうぶしょうがっこう）は、山形県米沢市東にある市立小学校である。明治5年7月5日に「第一小学校」として開校した。2018年（平成30年）4月1日現在、21クラスで児童数は521人である。

## 所在地
山形県米沢市東一丁目6-102

## 通学区域
- 米沢市
  - 駅前一丁目・二丁目・三丁目・四丁目
  - 下花沢一丁目・二丁目・三丁目
  - 通町八丁目のうち1番1号、1番2号、1番71号から80号、2番56号、2番68号、2番72号から78号、2番82号から84号
  - 東一丁目・二丁目・三丁目
  - 東大通一丁目・二丁目・三丁目
  - 花沢町
  - 大字花沢
  - 万世町片子のうち羽黒川の西側

## 卒業後
- 第一中学校へ進学する。